# عود-ولون
عود-ولون (به هلندی: Oud-Wulven) یک منطقهٔ مسکونی در هلند است که در هاتن (شهر) واقع شده‌است.